# Microphytanthe
Microphytanthe é um género botânico pertencente à família das orquídeas (Orchidaceae).